# Krabat (Roman)
Krabat ist ein erstmals 1971 erschienenes Jugendbuch von Otfried Preußler, das auf der sorbischen Krabat-Sage basiert. Es erzählt die Geschichte des gleichnamigen Jungen, der Lehrling eines Zaubermeisters wird, gegen den er sich behaupten muss. Der Roman wurde mehrfach ausgezeichnet, so 1972 mit dem Deutschen Jugendbuchpreis, und in Filmen, Hörspielen und Theaterstücken adaptiert.

## Inhalt
Der Roman spielt in der Lausitz während des Großen Nordischen Krieges. Der vierzehnjährige sorbische Waisenjunge Krabat verlässt seinen Freund Lobosch, mit dem er sich durchs Land bettelt, und tritt, im Traum dazu aufgefordert, eine Lehrstelle in einer einsamen Mühle im Koselbruch bei Schwarzkollm an. Die Mühle stellt sich nach kurzer Zeit als eine „Schwarze Schule“ heraus, in der der Müllermeister zwölf Mühlknappen anhand eines Koraktors in der „Kunst der Künste“ unterrichtet, der Schwarzen Magie.
Krabat gefällt zunächst die Lehrzeit in der Mühle und der Schwarzen Schule. Ihn fasziniert die Macht, die mittels Magie über andere Menschen ausgeübt werden kann. Er freundet sich insbesondere mit Tonda an, dem Altgesellen, der ihm zum Vorbild wird. In Neumondnächten erscheint ein Fremder mit einer roten Hahnenfeder am Hut an der Mühle, vor dem sich der Meister augenscheinlich fürchtet, und lässt sie geheimnisvolle Dinge mahlen. Bereits am Ende des ersten Jahres wird Krabat zu seiner Überraschung aus der Lehrzeit entlassen und freigemüllert, von nun an ist er auch Geselle. Er erfährt, dass das erste Jahr auf der Mühle für drei zählt und er tatsächlich um drei Jahre gealtert ist. Zum Jahreswechsel kommt Tonda auf rätselhafte Weise zu Tode, für ihn wird der neue Lehrjunge Witko eingestellt.
Bei einer rituellen Handlung am Ostermorgen begegnet Krabat der jungen Kantorka aus dem Dorf, Vorsängerin der Ostergesänge, und verliebt sich in sie. Einige Male treffen sie sich heimlich. Nach Ablauf des zweiten Jahres stirbt der Geselle Michal, dafür kommt Krabats Freund Lobosch als neuer Lehrjunge. Krabat durchschaut nach und nach das furchtbare Spiel, dessen Teil er geworden ist: Der Meister, der sich dem Bösen („dem mit der Hahnenfeder“) verschrieben hat, muss in jeder Silvesternacht einen seiner Schüler opfern, um nicht selbst zu sterben. Dazu sucht er sich den jeweils besten Schüler heraus, bevor dieser so viel gelernt hat, dass er ihm gefährlich werden könnte.
Um aus der Mühle freizukommen, übt Krabat sich darin, den magischen Kräften des Meisters zu widerstehen, unterstützt von Juro, der sich zur Tarnung dumm stellt und auch von allen für dumm gehalten wird. Juro hat entdeckt, dass die Liebe eines Mädchens zu einem der Müllerburschen den Meister besiegen kann. Das Mädchen muss in der Silvesternacht in der Mühle erscheinen, ihren Geliebten freibitten und eine Probe auf Leben und Tod bestehen: Sie müsse den ihren unter den zwölf erkennen, was ihr durch Magie erschwert wird. Scheitert sie, muss sie mit ihrem Liebsten sterben. Einige hätten das schon versucht, geklappt habe es nie. Lange ringt Krabat mit sich, ob er der Kantorka das zumuten möchte, doch als er ihr davon erzählt, entscheidet sie sich selbst dafür.
Am Ende des dritten Jahres bietet der Meister Krabat an, bald selbst der neue Meister auf der Mühle zu werden. Der Meister träumt von einem Leben abseits der Mühle, mit vielen Annehmlichkeiten, die ihm die Schwarze Magie ermöglicht. Auch Krabat stellt er eine solche Zukunft in Aussicht. Der Meister räumt Krabat die Möglichkeit zur Mitentscheidung darüber ein, welcher Mühlknappe die nächste Silvesternacht nicht überlebt, und schlägt den intriganten Lyschko vor, als „einen, um den es nicht schade ist“. Als Krabat entschieden ablehnt, ordnet der Meister stattdessen Krabats Tod in der Silvesternacht an. Am Silvesterabend erscheint die Kantorka und fordert vom Meister Krabats Freiheit. Sie besteht die Probe, indem sie die Angst spürt, die Krabat um sie empfindet. Damit ist der Tod des Meisters um Mitternacht besiegelt. Die Gesellen verlassen die Mühle als freie Menschen, haben aber alle magischen Fähigkeiten verloren. Die Kantorka geht mit Krabat nach Schwarzkollm.

## Entstehung
Otfried Preußler schrieb – mit mehreren Unterbrechungen – zehn Jahre an Krabat. Als Vorlage diente ihm die sorbische Sage von Krabat, die Ende des 17. Jahrhunderts nahe dem Ort Schwarzkollm in der Oberlausitz zwischen Hoyerswerda (Wojerecy) und Kamenz (Kamjenc) spielt. Im Gespräch mit Frank Schirrmacher erzählte Preußler dazu: „Die Mühle des Meisters des Bösen habe ich in den Koselbruch verlegt, ohne zu wissen, daß es einen Koselbruch dort wirklich gibt. Es mußte ein verrufener, etwas unwirklicher Ort sein. Das Wort ‚Kosel‘ ist ein slawisches Ur- und Allgemeinwort für Zaubern. Ein Bruch ist eine Au-Landschaft. Den gab es dort. Aus guten Gründen konnte ich die schlesische Lausitz damals nicht besuchen. Trotzdem habe ich meinen Krabat dort hineingesetzt und bekam immer wieder Zuschriften: ‚Sie beschreiben das so exakt, da stimmt jeder Baum.‘ – ‚Wie haben Sie das gemacht?‘ – Ich habe gar nichts beschrieben. Das ist eine Schlüsselsituation. Es ist nichts beschildert im ‚Krabat‘. Wer dort war, legt seine Landschaft hinein. Als ich das erste Mal vor dem Koselbruch stand, war ich eigentlich enttäuscht.“
Die Geschichte des Lehrlings, der sich gegen seinen Meister behaupten muss und ihn zum Kampf herausfordert, findet sich auch in vielen anderen Sagen, ebenso wie das Motiv der Erlösung durch die Liebe.
Preußler selbst sieht in Krabat eine Aufarbeitung seines Verhältnisses zum Nationalsozialismus, von dem er in seiner Jugendzeit fasziniert war:

„Mein Krabat ist […] meine Geschichte, die Geschichte meiner Generation und die aller jungen Leute, die mit der Macht und ihren Verlockungen in Berührung kommen und sich darin verstricken.“

Die Erstausgabe erschien 1971 im Arena Verlag, seit 1981 erscheint das Buch im Thienemann-Verlag. Die Illustrationen sowohl der Standardausgabe (s/w) als auch der 2005 erschienenen farbigen Luxusausgabe stammen von Herbert Holzing. 2023, zum hundertsten Geburtstag des Autors, wurde Krabat in einer Schmuckausgabe von Mehrdad Zaeri neu illustriert. Das Buch wurde mittlerweile in 31 Sprachen übersetzt und allein in Deutschland über 3,8 Millionen Mal verkauft.

## Auszeichnungen
Krabat wurde u. a. 1972 mit dem Deutschen Jugendbuchpreis ausgezeichnet; 1973 erhielt das Werk den niederländischen Jugendbuchpreis Zilveren Griffel von Rotterdam, den Europäischen Jugendbuchpreis der Universität Padua sowie den American Library Association Award als Notable Book of 1973; 1977 wurde die polnische Übersetzung von Krabat für ihre Gesamtaufmachung mit Illustrationen von Antoni Boratyński mit dem Preis des polnischen Verlegerverbandes Polskie Towarzystwo Wydawców Książek(PTWK) ausgezeichnet.

## Künstlerische Adaption

### Verfilmungen
Nach dem Buch schuf der tschechische Trickfilmer Karel Zeman 1977 unter dem Titel Čarodějův učeň einen hochgelobten Film. In der Stuttgarter Fassung sprach Friedrich Schütter den Müllermeister, in der DEFA-Fassung Horst Kempe.
Eine Realverfilmung Krabat unter der Regie von Marco Kreuzpaintner entstand von 2006 bis 2008. Die Uraufführung fand am 23. September 2008 in der Lichtburg Essen statt. Der Film kam in Deutschland am 9. Oktober 2008 ins Kino. Der Film ist regelmäßig in der Krabat-Mühle Schwarzkollm zu sehen.

### Hörspiel
- Das Hörspiel-Label Karussell hat im Jahr 1983 eine dreiteilige Hörbuchreihe produziert, in der Otfried Preußler sein Buch vorliest.[7]
- Deutschlandradio Berlin hat vom 20. Oktober 1998 bis 17. November 1998 in seiner Kindersendung Kakadu ein fünfteiliges Hörspiel mit insgesamt ca. 120 min. Länge ausgestrahlt.
- Zusammen mit der Realverfilmung ist 2008 auch ein Hörspiel im Jumbo-Verlag entstanden, das das Buch von Preußler erzählt und dabei die Originalstimmen aus dem Film mit einbindet. Dietmar Mues fungierte hierbei als Erzähler.[8]
- Der Westdeutsche Rundfunk produzierte 2010 ein vierteiliges Kinderhörspiel[9] (44:04 min,[10] 46 min,[11] 46 min,[12] 45:49 min[13])
- Vom Hörspiel-Label Titania Medien erschien 2020 im Rahmen seiner Gruselkabinett-Reihe eine weitere Adaptation des Krabat-Materials (Sprecher: Peter Weis (Erzähler), Tom Raczko (Krabat), Axel Lutter (Meister), Sascha Wussow (Stiefvater), Edda Fischer (Mutter) u. a.).
- 2018 produzierte Der Audio Verlag eine Lesung mit Felix von Manteuffel.[14]
- 2021 produzierte der Hörbuch Verlag in Hamburg zum 50. Jubiläumsjahr von Krabat ein Hörspiel.[15]

### Dramatisierungen und Vertonungen
- Die Oper Krabat (1982) von Cesar Bresgen wurde 1983 nach einer Bühnenfassung von Preußler uraufgeführt.
- 1994 wurde das Theaterstück Krabat von Nina Achminow im Prinzregententheater München uraufgeführt. (Regie: Alexander Schulin, Musik: Estampie, Darsteller: Konstantin Moreth, Joseph Hannesschläger, Juliane Kosarev)
- Im Mai 2007 erlebte Fredrik Zellers Oper Krabat am Nationaltheater Mannheim im Programm Junge Oper ihre Uraufführung.
- im Herbst 2007 inszenierte Markus Bothe Krabat als Weihnachtsstück am Deutschen Schauspielhaus Hamburg. Es wurde dort in fünf Jahren 87 Mal gespielt.[16]
- 2008 wurde Preußlers Krabat in einer Bearbeitung von Horst Hawemann, Annette Trümper und Christopher Gottwald im Nürnberger Theater Pfütze uraufgeführt.
- Krabat wurde von ASP im 2008 erschienenen Album „Zaubererbruder – Der Krabat-Liederzyklus“ musikalisch umgesetzt.
- Krabat wurde mit dem Lied Der Meister von Nachtgeschrei im 2008 erschienenen Album „Hoffnungsschimmer“ vertont.
- Das Schweizer Theater-Pack (Fabrikpalast) inszenierte Preußlers Jugendroman Krabat als Licht- und Schattentheater mit Menschenschatten und Masken.[17]
- Das Figurentheater Wilde & Vogel inszenierte Krabat als Theaterabenteuer mit Puppen, Masken und Musik , zusammen mit der Grupa Coincidentia (Białystok, Polen), in Koproduktion mit dem FITZ! Zentrum für Figurentheater Stuttgart und dem Lindenfels Westflügel Leipzig.[18]
- 2012 wurde Krabat am Oldenburgischen Staatstheater vom Ensemble der August-Hinrichs-Bühne in Niederdeutscher Sprache uraufgeführt. Die Übersetzung stammt von Cornelia Ehlers, die Bearbeitung und Inszenierung von Michael Uhl. Pascal Oetjegerdes gab dabei als Krabat sein Schauspieldebüt.
- 2013 wurde Krabat – Ein Ballett in drei Akten nach Otfried Preußler am Stuttgarter Ballett uraufgeführt. Die Choreographie stammt von Demis Volpi, Libretto und Dramaturgie von Vivien Arnold.
- 2016 inszenierte der Regisseur Joern Hinkel Krabat für die Bad Hersfelder Festspiele.
- 2019 wurde Krabat von Markolf Naujoks am Staatstheater Mainz inszeniert,[19] wobei auch der sorbischen Sprache in Form von Zaubersprüchen und Gesang breiter Raum gegeben wurde.
- 2022 wurde Krabat als Rockoper im Musiktheater im Revier uraufgeführt.[20] Die Oper wurde von dem Komponisten-Kollektivs Himmelfahrt Scores und der Steampunk-Band Coppelius gemeinsam mit dem Dramatiker Ulf Schmidt entwickelt und von Manuel Schmitt inszeniert.